# Pep Chavarría
Josep María Chavarría Pérez dit Pep Chavarría, né le 10 avril 1998 à Figueras en Espagne, est un footballeur espagnol qui évolue au poste d'arrière gauche au Rayo Vallecano.

## Biographie

### En club
Né à Figueras en Espagne, Pep Chavarría joue dans les divisions inférieures du football espagnol, commençant avec l'UE Figueres, club de sa ville natale, puis avec l'UE Olot, où il signe le 10 juillet 2018.
En août 2020, Pep Chavarría rejoint le Real Saragosse. Il signe alors un contrat de quatre ans, soit jusqu'en juin 2024.
Il joue son premier match de deuxième division espagnole avec ce club le 26 septembre 2020 face à l'UD Las Palmas. Il est titularisé et les deux équipes se neutralisent (2-2 score final).
Le 31 août 2022 Pep Chavarría signe en faveur du Rayo Vallecano.
Le 20 avril 2024, Chavarría marque son premier but pour le Rayo Vallecano, lors d'une rencontre de championnat face au CA Osasuna. Titulaire, il est l'auteur du but égalisateur de son équipe d'une frappe du gauche de l'extérieur de la surface, permettant à son équipe de revenir de l'emporter. Celle-ci s'impose finalement par deux buts à un,.